# Manihot caudata
Manihot caudata är en törelväxtart som beskrevs av Jesse More Greenman. Manihot caudata ingår i släktet Manihot och familjen törelväxter. Inga underarter finns listade i Catalogue of Life.